# William C. Gorgas

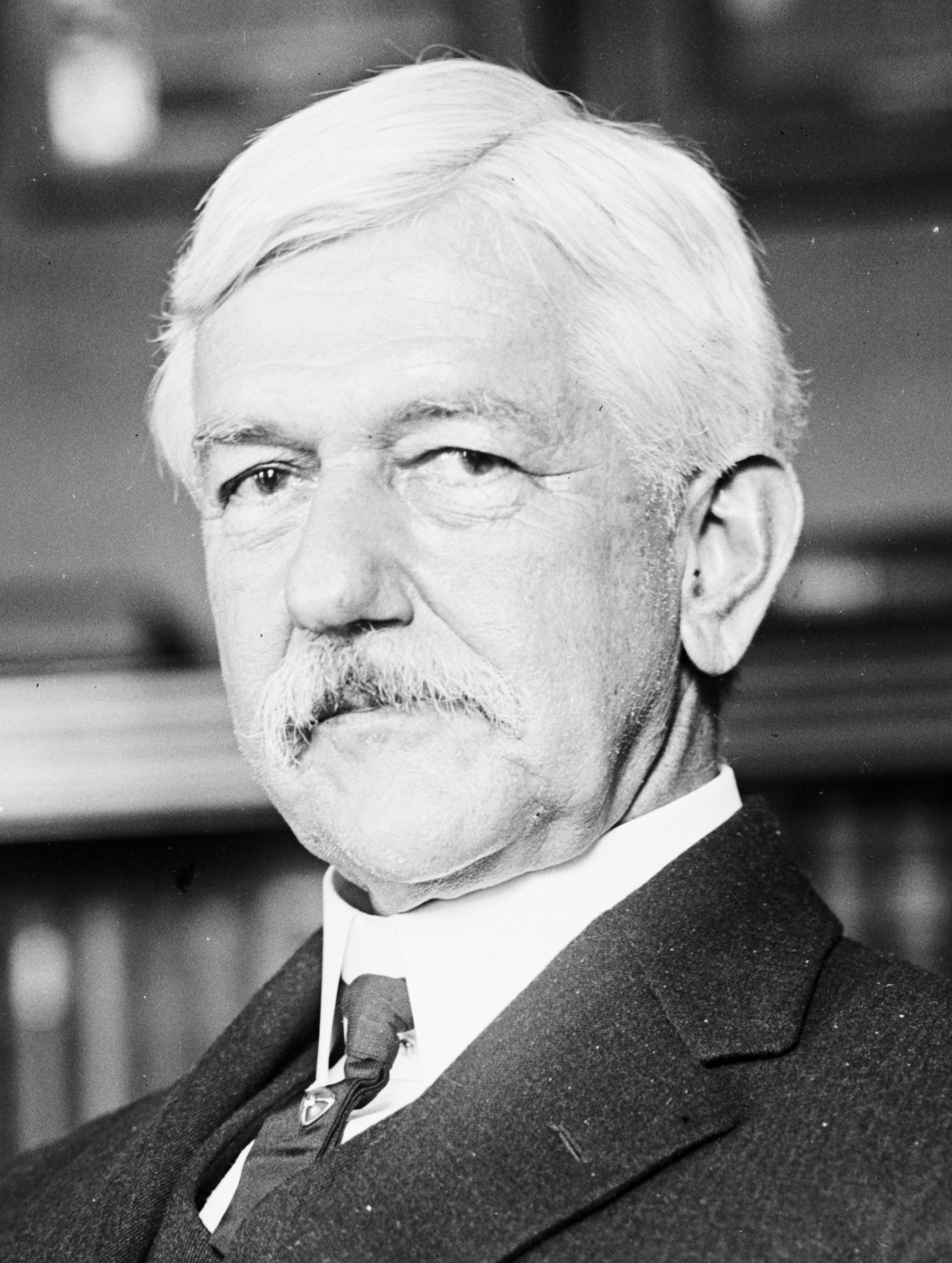
William C. Gorgas (1914)

William Crawford Gorgas KCMG (* 3. Oktober 1854 in Toulminville, Alabama; † 3. Juli 1920 in London) war ein US-amerikanischer Arzt, der sich insbesondere der Behandlung von Gelbfieber und Malaria widmete und dadurch den Bau des Panamakanals ermöglichte, sowie Generalmajor und zuletzt als Surgeon General of the US Army oberster Militärarzt der US-Landstreitkräfte.

## Leben

### Herkunft und Studium
Gorgas war der Sohn des Brigadegenerals der Konföderierten im Sezessionskrieg Josiah Gorgas, und von Amelia Gayle Gorgas, die während ihrer 25-jährigen Tätigkeit als Bibliothekarin an der University of Alabama den Buchbestand der Bibliothek von 6000 Bänden auf 20.000 Bände erweiterte und 1973 in die Alabama Women’s Hall of Fame gewählt wurde. Mütterlicherseits war er Enkel von John Gayle, der nicht nur Gouverneur von Alabama, sondern auch Mitglied des US-Repräsentantenhauses aus Alabama war.
Er selbst studierte nach dem Schulbesuch zunächst an der University of the South in Sewanee und schloss dieses 1875 mit einem Bachelor of Arts (B.A.) ab. Ein anschließendes postgraduales Studium der Medizin am Bellevue Hospital Medical College in New York City beendete er 1879 mit dem Medical Doctor (M.D.).

### Militärarzt in Kuba und Panama
Danach trat er 1880 in den militärmedizinischen Dienst der US Army (US Army Medical Corps). Nachdem er zu Beginn der 1880er Jahre während einer Verwendung als Militärarzt in Texas an Gelbfieber erkrankte, wurde er gegen diese Krankheit immun. Während dieser Zeit lernte er auch seine spätere Ehefrau kennen, die ebenfalls an Gelbfieber erkrankt war.
Während des Spanisch-Amerikanischen Krieges wurde er 1898 nach Kuba versetzt, weil es besonders in Havanna zahllose Fälle von Gelbfieber- und Malariaerkrankungen gab. Nachdem Gorgas bei seiner Ankunft zum Leitenden Sanitätsoffizier der Stadt ernannt worden war, las er die Studien über Gelbfieber von Carlos Juan Finlay und Walter Reed, die diese Krankheit mit der Gelbfiebermücke in Verbindung brachten. Dies veranlasste ihn, die Brutstätten dieser Stechmücken zu zerstören, was dazu führte, dass eine stadtweite Epidemie in Havanna vermieden werden konnte.
Nach der Beendigung seines Einsatzes in Kuba wurde er 1902 in das Gebiet der Panamakanalzone verlegt und fand dort ähnliche gesundheitliche Zustände wie zuvor in Havanna. Abermals gelang es ihm innerhalb von 18 Monaten eine Epidemie in diesem Gebiet durch die Zerstörung der Brutstätten der Gelbfiebermücke zu verhindern, was dazu führte, dass der Bau des Panamakanals ermöglicht und vorangetrieben werden konnte und ihm selbst den Ruf eines Nationalhelden einbrachte. Seine dabei gewonnenen Erfahrungen veröffentlichte er in dem Fachbuch Sanitation in Panama (1915), das grundlegend bei der Verbreitung von Informationen über die Kontrolle von Gelbfieber und Malaria wurde. Zwischen 1908 und 1909 war er zugleich auch Präsident der American Medical Association.

### Aufstieg zum Surgeon General der US Army und Ehrungen
Nach Fertigstellung des Panamakanals erfolgte im Januar 1914 seine Beförderung zum Generalmajor sowie zum Generalstabsarzt der US Army als Nachfolger von George H. Torney. In dieser Funktion führte er die systematische Prüfung der medizinischen Tauglichkeit ein, die auch die Qualität der medizinischen Versorgung in der Armee entscheidend verbesserte. Das Amt des US Army Surgeon General übte er während des Ersten Weltkrieges bis zu seiner Versetzung in den Ruhestand 1918 aus. Zugleich war Gorgas, der auch Mitglied der US-amerikanischen Tuberkulose-Vereinigung sowie des Cosmos Club war, von 1916 bis zu seinem Tode auch Mitglied des Internationalen Gesundheitsgremiums der Rockefeller-Stiftung.
Gorgas wurde mehrfach für seine Verdienste für die Bekämpfung der Gelbfieber- und Malariaerkrankung ausgezeichnet und erhielt unter anderem 1912 die Buchanan-Medaille für Medizin der Royal Society. Daneben erhielt er die Distinguished Service Medal der US Army und war Mitglied der französischen Ehrenlegion. Des Weiteren wurde er zum Knight Commander des Order of St. Michael and St. George erhoben. 1913 wurde er in die American Philosophical Society und 1918 in die American Academy of Arts and Sciences gewählt. 1916 wurde er zum Ehrenmitglied (Honorary Fellow) der Royal Society of Edinburgh gewählt.
Nach seinem Tode wurde er auf dem Nationalfriedhof Arlington beigesetzt und durch die Aufnahme in die Hall of Fame for Great Americans geehrt.
Ihm zu Ehren wurde das Gorgas Hospital in Panama-Stadt benannt. Darüber hinaus wurde das deutsche Schiff Prinz Sigismund nach der Beschlagnahmung 1917 in USS General W.C. Gorgas umbenannt und in Panama eingesetzt.
Er ist einer der 23 ursprünglichen Namen auf dem Fries der London School of Hygiene and Tropical Medicine, die Personen aufführen, die sich um öffentliche Gesundheit und Tropenmedizin verdient gemacht haben.

## Veröffentlichungen
- William C. Gorgas: Dr. Carlos J. Finlay, in: American Journal of Public Health, American Public Health Association (New York, NY:1912), Bd. 5, 11, 1915, S. 1176–1178.
- William C. Gorgas: Health problems of the army, in: American Journal of Public Health, American Public Health Association (New York, NY:1912), Bd. 7, 11, 1917, S. 937–939.